# Elsinoaceae
Elsinoaceae é uma família de fungos do filo Ascomycota, com distribuição natural alargada nas regiões tropicais e subtropicais de todo o mundo. Existe pouco conhecimento sobre a biologia e ecologia desta família, embora algumas espécies tenham sido identificadas patógenos das plantas com significado económico, em particular na cultura de citrinos.